# Šímovy Chalupy
Šímovy Chalupy (německy Simmaberg) jsou horská osada spadající pod obec Malá Úpa nacházející se ve východních Krkonoších.
Šímovy Chalupy jsou skupinou asi osmi horských chalup v luční enklávě nacházející se v prudkém jižním svahu Jelení hory. Leží nad údolím Jeleního potoka asi 4 kilometry jihovýchodně od nejvyšší hory Krkonoš Sněžky v nadmořské výšce přibližně od 1 010 do 1 060 metrů.
Horní částí osady prochází neveřejná zpevněná lesní cesta, která vychází ze Spáleného Mlýna, vede do nejzazší části Lvího dolu, kde se stáčí zpět a stoupá úbočím Jelení hory k Šímovým Chalupám a pokračuje kolem sousední osady Niklův vrch do Horní Malé Úpy. Méně kvalitní cesta přichází do střední části osady od východu z údolí Malé Úpy. Do spodní části Šímových Chalup vede pouze pěšina od Jeleního potoka.
V roce 2004 byly Šímovy Chalupy zařazeny mezi vesnické památkové zóny.